# Улица Шевченко (Львов)
У́лица Шевче́нко — одна из магистральных улиц Львова (Украина), находится в Шевченковском районе. Начинается от Городоцкой улицы и заканчивается на выезде из города (микрорайона Рясное-2). Застройка улицы: классицизм, сецессия, конструктивизм 1970—2000-х годов, промышленная застройка довоенных и послевоенных времён. По улице Шевченко проходит трамвайный маршрут № 7.
Во время немецкой оккупации часть улицы (в то время — Яновской) была занята Яновским лагерем принудительных работ (сентябрь 1941 — ноябрь 1943), в котором было сосредоточено еврейское население, затем вывезенное для уничтожения в лагеря смерти. На месте гитлеровского концлагеря в советское время была создана исправительная колония ВЛ-315/30, которая продолжает действовать.

## Название
- С 1805 года — Яновская улица, так как направляется к городку Янов (ныне — Ивано-Франково). Часть улицы от железнодорожной станции Клепаров имела название Дорога Яновская.
- Во время немецкой оккупации — Вестштрассе (Западная улица).
- С 1944 года названа в честь украинского поэта Тараса Шевченко.

## Примечательные здания
- № 3-а с советского времени квартирно-эксплуатационный отдел Западного оперативного командования.
- № 34 до 1939 года — учреждение для еврейских детей-сирот, в 1950-х здесь разместили специальный детский дом № 2, позже здесь открылась средняя школа № 33.
- № 38 до 1939 года благотворное учреждение святой Елены, позже приёмник-распределитель областной инспекции по делам несовершеннолетних. Под тем же адресом размещается специализированный батальон судебной полиции «Грифон».
- № 60 до 1939 года паровая мельница «Тома и сын», на основе которого с 1947 года работал механико-стеклянный завод, который прекратил существование в годы независимости Украины.
- № 66 Бывший костёл монахов-реформатов и духовной семинарии, которые оставили Львов в конце 1940-х. В советское время здание использовалось как пересылочный пункт новобранцев, а помещение духовной семинарии — как общежитие рабочих, позже — клуб механико-стеклянного завода. В 1991 году здание передали общине Украинской автокефальной православной церкви, которая переосвятила сооружение под церковь Святого Андрея Первозванного. Здание отреставрировано и значительно перестроено в 1993—1998 годах, сооружены три купола.
- № 90 в 1950—1960-е общежитие Торгово-экономического института, позже Областное управление по вопросам чрезвычайных ситуаций.
- № 115 до 1939 года мельница «Едмин и сын» и Первая Малопольская паровая лущарня пшена и круп, в советский период — крупзавод № 25, при независимости Украины завод был остановлен, а его здания частично разрушены.
- № 120 в 1950-х годах — ремесленное училище № 3.
- № 158 Железнодорожная станция Клепаров. На её стене помещена мемориальная таблица, в память о том, что через эту станцию в 1942—1943 годах вывезли в концентрационные лагеря свыше полумиллиона евреев.
- № 188 Часовня Святого Владимира Великого (Украинская грекокатолическая церковь), с 1990-х годов.
- № 205 Храм Рождества Пресвятой Богородицы (Украинская православная церковь Киевского патриархата). До 1939 года часовня, закрыта в 1940-х годах, в 1958 году перестроена под обычный жилой дом, при котором также был пункт добровольной народной дружины, а в конце 1980-х годов — и аптека. В сентябре 1990 года в здании восстановили богослужение, со временем местная община реконструировала храм и в сентябре 1994 года освятила его.
- № 311-а православный храм Пресвятой Троицы.